# Ортоарсенит натрия
Ортоарсенит натрия (также Натриевая арсенита) — неорганическое соединение с формулой Na3AsO3. Белый или бесцветный кристаллический порошок с сероватым оттенком, который образовывается в ходе взаимодействия мышьяка с растворами щелочей (в частности, мышьяковистой кислоты и гидроксида натрия). Отлично растворяется в воде. 
Используется во многих отраслях промышленности, так же в сельском хозяйстве, металлургии и производстве стекла.
Является токсичным веществом, поэтому при работе с ним очень важно соблюдать правила безопасности. DSSTox ID — DTXSID40161442.